# Le Prix de la trahison (téléfilm, 2008)
Pour les articles homonymes, voir Le Prix de la trahison.
Le Prix de la trahison (Cat City) est un téléfilm américain de Brent Huff, sorti en 2008.

## Fiche technique
- Titre original : Cat City
- Titre français : Le Prix de la trahison
- Réalisation : Brent Huff
- Scénario : Brent Huff et William Shockley
- Pays d'origine :  États-Unis
- Langue originale : anglais
- Durée : 96 minutes
- Dates de sortie : 
  -  États-Unis : ?
  -  France : 4 mai 2014 sur W9

## Distribution
- Brian Dennehy : Harold
- Julian Sands : Nick Compton
- Rebecca Pidgeon : Victoria Compton
- William Shockley : Jack Sweet
- Nick Jameson : l'inspecteur Rook
- Marco Sanchez : Alejandro
- Edward Kerr : l'inspecteur Pullen
- Shawn Huff : Samantha Greene
- Becky Boxer : Amber
- Rob Roy Fitzgerald : Jamison
- Juana Samayoa : Concha
- Randall England : Elliot Lamont
- Loy Edge : Les Bridges
- Alano Massi : Jonas McCaw / Vance Roland
- April Giuffria : Susan Evans
- Amanda Massi : Michelle
- Frank Cullen : Glenn Evans
- Mitch Spike : le sergent Mitch Stevens